# Chorthippus satunini
Chorthippus satunini är en insektsart som beskrevs av Leo L. Mishchenko 1951. Chorthippus satunini ingår i släktet Chorthippus och familjen gräshoppor. Inga underarter finns listade i Catalogue of Life.